# Grand Coulee-gát
A Grand Coulee-gát (angolul Grand Coulee Dam) egy nagy méretű beton gravitációs gát és vízerőmű a Columbia folyón, az Amerikai Egyesült Államok Washington államában, amelyet vízenergia termelésére és öntözővíz biztosítására építettek. Az 1933 és 1942 között épült Grand Coulee eredetileg két erőművel rendelkezett. Az energiatermelés növelése érdekében 1974-ben elkészült harmadik erőmű („Nat”) átadásával a Grand Coulee 6809 MW-os névleges teljesítményével az egész Egyesült Államok legnagyobb erőműve lett, emellett a világ 10. legnagyobb teljesítményű vízerőműve, és minden típust egybevéve is a 15. helyen áll.

## Története
A gát megépítésének javaslata az 1920-as években két csoport közötti elkeseredett vita középpontjában állt. Az egyik csoport az ősi Grand Coulee száraz kanyonját gravitációs csatornával akarta öntözni, míg a másik egy magas gát és szivattyús rendszer megvalósítását szorgalmazta. A gátat támogatók nyertek 1933-ban, és hiába tervezték teljesen másként, a Bureau of Reclamation eredeti javaslata egy 88 m magas „alacsony gátra” vonatkozott, amely öntözés támogatása nélkül termelt volna villamos energiát. Még abban az évben az U.S. Bureau of Reclamation és egy MWAK (Mason-Walsh-Atkinson Kier Company) nevű, három vállalatból álló konzorcium megkezdte a magas gát építését, bár csak az alacsony gátra kapták meg az engedélyt. 1934 augusztusában, miután meglátogatta az építkezés helyszínét, Franklin Delano Roosevelt elnök jóváhagyta a „magas gát” tervét, amely 168 m magasságával elegendő villamos energiát biztosítana ahhoz, hogy öntözés céljából vizet pumpáljon a Columbia-medencébe. A Kongresszus 1935-ben hagyta jóvá a magas gát tervét, és az 1942-re készült el, ugyanezen év június 1-jén pedig befejeződött a víztározó feltöltése is.
A gát energiája a második világháború alatt az Egyesült Államok északnyugati részének növekvő iparát táplálta. 1967 és 1974 között megépült a harmadik erőműblokk. A további létesítmény megépítéséről szóló döntést a növekvő energiaigény, a Kanadával kötött  szerződésben (Columbia River Treaty) előírt szabályozott folyóáramlás és a Szovjetunióval folytatott hidegháborús verseny befolyásolta. Számos korszerűsítéssel és szivattyúgenerátorok telepítésével a gát ma már négy erőművet lát el, amelyek beépített teljesítménye 6809 MW. A Columbia Basin Project központi elemeként a gát víztározója 2700 km² öntözéséhez szolgáltat vizet.
A kialakult tározót 1945-ben 5 nappal a létrehozását támogató elnök halála után Franklin Delano Roosevelt-tónak nevezték el.

## Hatásai
A tározó létrehozása miatt több mint 3000 embert kellett áttelepíteni, köztük az amerikai őslakosokat, akiknek földjeit részben elárasztották. A gátat a halak átjutásának biztosítása nélkül építették. A következő, évtizedekkel később épített Chief Joseph-gáton szintén nincs halátjáró. Ez azt jelenti, hogy a lazacok nem érik el a Grand Coulee-gátat vagy a Colville Indián Rezervátumot. A harmadik nagy gát, a Wells-gát a folyásirányban lefelé haladva bonyolult hallépcső-rendszerrel rendelkezik, amely a lazacok éves ívását és vándorlását szolgálja.

## Üzemeltetése és hasznosítása
A gát elsődleges céljának, az öntözésnek a kiépítését elhalasztották, mivel a háborús időkben megnőtt az áramszükséglet. A gát erőműve a második világháború kitörésének idején kezdte meg a termelést, és az áramellátás létfontosságú volt a háborús erőfeszítésekhez. A gát táplálta a washingtoni Longview és Vancouver alumíniumkohóit, a seattle-i és vancouveri Boeing repülőgépgyárakat, valamint a portlandi hajógyárakat. 1943-ban az itt termelt áramot a Washington állambeli Richlandben, a Hanford Site telephelyén a szigorúan titkos Manhattan terv keretében plutónium gyártásához is felhasználták. A projekt áramigénye olyan nagy volt, hogy 1943-ban két, eredetileg a kaliforniai Shasta-gátra szánt generátort telepítettek a Grand Couleehoz, hogy ezzel is gyorsítsák a generátorok telepítését.

### Öntözés
A vizet a szivattyúerőmű 3,7 m átmérőjű csövein keresztül szivattyúzzák a Roosevelt-tóból a 85 m magasságú, 2,6 km hosszú tápcsatornába. A tápcsatornából a vizet a Banks-tóba vezetik, amely 882 millió m³-es tározóval rendelkezik. Az erőmű tizenkét darab 65-70 000 lóerő (48-52 000 kW) teljesítményű szivattyúja akár 45 m³/s vízmennyiséget is képes a tóba továbbítani. Jelenleg a Columbia Basin Project 2700 km² területet öntöz, és további 4450 km² öntözésére lenne még lehetőség. A projekt keretében több mint 60 különböző növényt termesztenek, amelyeket az Egyesült Államok egész területén elterjedtek.

### Energiatermelés

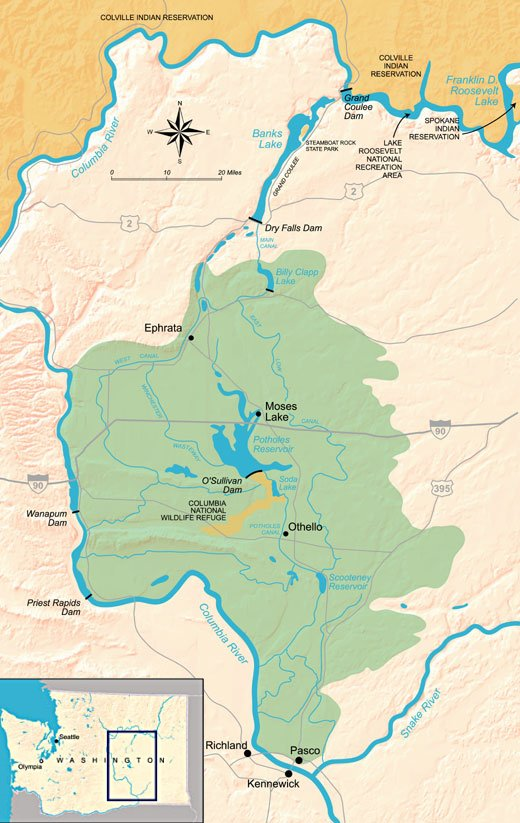
A Columbia Basin Project térképe. A zöld a projekt által öntözött területeket jelöli. A Grand Coulee-gát a jobb felső sarokban látható.

A Grand Coulee-gát négy különböző erőművet lát el vízzel, amelyek 33 vízturbinát tartalmaznak. Az eredeti bal és jobb oldali erőművek 18 főgenerátort tartalmaznak, a bal oldali pedig további három szolgálati generátorral rendelkezik, így a teljes beépített kapacitás 2280 MW. Az első generátort 1941-ben helyezték üzembe, és 1950-re mind a 18 működött. A harmadik erőmű összesen hat főgenerátort tartalmaz, amelyek beépített kapacitása 4215 MW. A harmadik erőmű G-19, G-20 és G-21 generátorai 600 MW beépített kapacitással rendelkeznek, de 690 MW maximális kapacitással működhetnek, ami a gát erőművi létesítményeinek teljes maximális kapacitását 7079 MW-ra emeli. A szivattyús-tározós erőmű hat szivattyú-generátort tartalmaz, amelyek beépített kapacitása 314 MW. A Banks-tóba történő vízszivattyúzás során 600 MW villamos energiát fogyasztanak. Minden egyes generátor vízellátását egy-egy szivattyúcső biztosítja. Ezek közül a legnagyobbak a harmadik erőművet táplálják, átmérőjük 12 m, és akár 990 m³/s vízszállításra is képesek. A gát erőműveinek beépített kapacitása eredetileg 1974 MW volt, de a bővítések és korszerűsítések hatására a termelés 6809 MW-ra, a maximális teljesítmény 7079 MW-ra nőtt. A Grand Coulee-gát évente átlagosan 21 TWh villamos energiát termel. Ez azt jelenti, hogy a gát átlagosan körülbelül 2397 MW teljesítményt ad le, ami 35%-os teljes erőművi hatásfokot eredményez. 2014-ben 20,24 TWh villamos energiát termeltek. Összehasonlításképpen a nem sokkal korábban épült, és jóval ismertebb Hoover-gát mindössze 3,3 TWh áramot termelt 23%-os hatásfokkal.

### A vízturbinák jellemzői
| Épület                                                               | Típus                                 | Darabszám    | Teljesítmény (MW) | Összteljesítmény(MW) |
| -------------------------------------------------------------------- | ------------------------------------- | ------------ | ----------------- | -------------------- |
| Bal turbinacsarnok                                                   | Francis-turbina, szolgálati generátor | 3 (LS1-LS3)  | 10                | 30                   |
| Bal turbinacsarnok                                                   | Francis-turbina, főgenerátor          | 9 (G1-G9)    | 125               | 1125                 |
| Jobb turbinacsarnok                                                  | Francis-turbina, főgenerátor          | 9 (G10-G18)  | 125               | 1125                 |
| Harmadik erőmű (Nathaniel „Nat” Washington Power Plant)              | Francis-turbina, főgenerátor          | 3 (G22-G24)  | 805               | 2415                 |
| Harmadik erőmű (Nathaniel „Nat” Washington Power Plant)              | Francis-turbina, főgenerátor          | 3 (G19-G21)  | 600 (Max: 690 MW) | 1800                 |
| Szivattyús-tározós vízerőmű (John W. Keys III Pump-Generating Plant) | szivattyú-generátor, csúcsgenerátor   | 4 (PG9-PG12) | 53.5              | 214                  |
| Szivattyús-tározós vízerőmű (John W. Keys III Pump-Generating Plant) | szivattyú-generátor, csúcsgenerátor   | 2 (PG7-PG8)  | 50                | 100                  |
| Összesen                                                             |                                       | 33           |                   | 6809                 |

## Fordítás
- Ez a szócikk részben vagy egészben  a   Grand Coulee Dam című angol Wikipédia-szócikk ezen változatának fordításán alapul.  Az eredeti cikk szerkesztőit annak laptörténete sorolja fel. Ez a jelzés csupán a megfogalmazás eredetét és a szerzői jogokat jelzi, nem szolgál a cikkben szereplő információk forrásmegjelöléseként.